# Flathead Range
Flathead Range är en bergskedja på gränsen mellan British Columbia och Alberta, Kanada. 
Terrängen runt Flathead Range är huvudsakligen kuperad, men åt nordväst är den bergig. Trakten runt Flathead Range är nära nog obefolkad, med mindre än två invånare per kvadratkilometer.. Närmaste större samhälle är Bellevue, 18,1 km nordost om Flathead Range.
Trakten runt Flathead Range består i huvudsak av gräsmarker.